# The ReVe Festival: Day 1
| Оценки критиков | Оценки критиков |
| Источник        | Оценка          |
| --------------- | --------------- |
| Exclaim!        | 7/10            |

The ReVe Festival: Day 1 — третий специальный мини-альбом (десятый в целом) южнокорейской гёрл-группы Red Velvet, был выпущен 19 июня 2019 года лейблом SM Entertainment.
Он включает в себя шесть синглов и ведущий сингл «Zimzalabim», и является первым альбомом из трилогии The ReVe Festival.

## Предпосылки
Альбом был анонсирован 4 июня и стал доступен для предварительного заказа в тот же день.
Альбом был назван ReVe, поскольку он означает Красный Бархат и является словом, который означает сон или фантазию на французском языке. Это также имя вымышленного роботизированного персонажа, который был талисманом их второго концертного тура Redmare и появился в рекламных материалах. Ведущий сингл «Zimzalabim» был дополнительно описан как «захватывающий электро-поп с ритмичными барабанами и крутыми мелодиями».

## Промоушен
Альбом был объявлен через социальные сети 4 июня 2019 года с тизерным изображением золотой монеты с именами участниц группы, названием и датой на нем. 10 июня группа подтвердила ведущий сингл «Zimzalabim» через свои социальные сети. с 12 по 16 июня были опубликованы индивидуальные фото-тизеры участниц. 17 июня был опубликован совместный фото-тизер.
Специальное музыкальное видео для «Milkshake» было опубликовано 1 августа 2019 года, на пятилетие группы. Видео было впервые показано на юбилейном мероприятии фан-встрече группы, 'inteRView vol.5'.

## Коммерческий успех
CD-версия дебютировала на вершине еженедельного альбома Gaon и продала 182 000 копий в Южной Корее, заняв второе место за месяц, в то время как версия KIHNO альбома заняла сорок девятое место в ежемесячном чарте с 3,600 копиями продаж. Вместе этот альбом продал 185 000 копий в первый месяц, и стал новым самым продаваемым альбомом Red Velvet, превзойдя Summer Magic.
Также они заняли 4 строчку в топе самых продаваемых альбомов женских групп за первую неделю продаж на Hanteo за 2019 год.

## Трек-лист
| №                   | Название                                 | Текст песни               | Музыка                                                                                  | Arrangement                         | Длительность |
| ------------------- | ---------------------------------------- | ------------------------- | --------------------------------------------------------------------------------------- | ----------------------------------- | ------------ |
| 1.                  | «Zimzalabim» (짐살라빔; Jimsallabim)     | Lee Seu-ran               | Olof Lindskog Daniel Caesar Ludwig Lindell Hayley Aitken                                | Ollipop Caesar & Loui               | 3:10         |
| 2.                  | «Sunny Side Up!»                         | Jeon Gandi                | Moonshine Ellen Berg Cazzi Opeia                                                        | Moonshine                           | 3:23         |
| 3.                  | «Milkshake»                              | Kim Bo-eun (Jam Factory)  | Moonshine Cazzi Opeia Boots a.k.a. Per Kristian Ottestad                                | Moonshine                           | 3:30         |
| 4.                  | «Bing Bing» (친구가 아냐; Chinguga Anya) | Kim Soo-jin (Jam Factory) | Will Simms Ylva Dimberg Neil Athale                                                     | Will Simms Ylva Dimberg Neil Athale | 3:27         |
| 5.                  | «Parade» (안녕, 여름; Annyeong, Yeoreum) | Seo Ji-eum                | Fredrik Häggstam Johan Gustafsson Sebastian Lundberg Ylva Dimberg                       | Trinity                             | 3:13         |
| 6.                  | «LP»                                     | Seo Ji-eum                | Ryan S. Jhun Hanif Hitmanic Sabzevari Dennis DeKo Kordnejad Pontus PJ Ljung Anna Isbäck | Ryan S. Jhun Hitmanic DeKo PJ       | 3:27         |
| Общая длительность: | Общая длительность:                      | Общая длительность:       | Общая длительность:                                                                     | Общая длительность:                 | 20:10        |

## Чарты
| Чарты (2019)                                    | Пиковые позиции |
| ----------------------------------------------- | --------------- |
| Франция (SNEP)                                  | 53              |
| Япония (Oricon)                                 | 20              |
| Япония (Billboard Japan Japan Hot Albums)       | 46              |
| Республика Корея (Gaon)                         | 1               |
| Великобритания (UK Digital Albums Chart)        | 68              |
| Великобритания (OCC Independent Album Breakers) | 16              |
| США (Billboard Top Heatseekers Albums)          | 5               |
| США (Billboard Independent Albums)              | 22              |
| США (Billboard World Albums)                    | 7               |

## Награды и номинации
| Критик/Публицист | Лист                             | Песня           | Ранг | Ссылка |
| ---------------- | -------------------------------- | --------------- | ---- | ------ |
| MTV              | Лучший K-pop B-сайд трек of 2019 | «Sunny Side Up» | 10   | [ 20 ] |

| Год  | Премия             | Категория   | Результат | Ссылка |
| ---- | ------------------ | ----------- | --------- | ------ |
| 2020 | Golden Disk Awards | Диск Бонсан | Номинация | [ 21 ] |
| 2020 | Golden Disk Awards | Диск Дэсан  | Номинация | [ 21 ] |